# ريو لوسيو (نيومكسيكو)
ريو لوسيو (بالإنجليزية: Rio Lucio CDP, New Mexico)‏ هي منطقة سكنية تقع بولاية نيومكسيكو في الولايات المتحدة. تبلغ مساحتها 2.8 كم2، وترتفع عن سطح البحر 2210 م، بلغ عدد سكانها 389 نسمة في عام 2010 حسب إحصاء مكتب تعداد الولايات المتحدة وتصل الكثافة السكانية فيها 138.9 نسمة لكل كيلومتر مربع (359.7/ميل2).

## التركيبة السكانية
حدّد مكتب تعداد الولايات المتحدة بيانات التركيبة السكانية لريو لوسيو في تعداد الولايات المتحدة. في ما يلي، التركيبة السكانية حسب تعدادي 2000 و2010.

### تعداد عام 2000
بلغ عدد سكان ريو لوسيو 379 نسمة بحسب تعداد عام 2000، وبلغ عدد الأسر 146 أسرة وعدد العائلات 115 عائلة مقيمة في المنطقة السكنية. في حين سجلت الكثافة السكانية 135.4 نسمة لكل كيلومتر مربع (350.7/ميل2). وبلغ عدد الوحدات السكنية 187 وحدة بمتوسط كثافة قدره 66.8 لكل كيلومتر مربع (173.0/ميل2).
وتوزع التركيب العرقي للمنطقة السكنية بنسبة 35.36% من البيض و3.43% من الأمريكيين الأصليين و55.94% من الأعراق الأخرى و5.28% من عرقين مختلطين أو أكثر و93.40% من الهسبانيون أو اللاتينيون من أي عرق.
بلغ عدد الأسر 146 أسرة كانت نسبة 38.4% منها لديها أطفال تحت سن الثامنة عشر تعيش معهم، وبلغت نسبة الأزواج القاطنين مع بعضهم البعض 50% من أصل المجموع الكلي للأسر، ونسبة 21.9% من الأسر كان لديها معيلات من الإناث دون وجود شريك،  بينما كانت نسبة 6.8% من الأسر لديها معيلون من الذكور دون وجود شريكة وكانت نسبة 21.2% من غير العائلات. تألفت نسبة 20.5% من أصل جميع الأسر من عدة أفراد يعيشون في نفس المنزل ونسبة 8.9% كانت تتألف من شخص يعيش بمفرده يبلغ من العمر 65 عاماً أو أكثر. وبلغ متوسط حجم الأسرة المعيشية 2.60، أما متوسط حجم العائلات فبلغ 2.94.
بلغ العمر الوسطي للسكان 37.5 عاماً. وكانت نسبة 26.6% من القاطنين تحت سن الثامنة عشر، وكانت نسبة 7.7% بين الثامنة عشر والرابعة والعشرين عاماً، ونسبة 26.1% كانت واقعةً في الفئة العمرية ما بين الخامسة والعشرين والرابعة والأربعين عاماً، ونسبة 24.8% كانت ما بين الخامسة والأربعين والرابعة والستين، ونسبة 14.8% كانت ضمن فئة الخامسة والستين عاماً فما فوق. يوجد لكل 100 أنثى 99.5 ذكر، ويوجد لكل 100 أنثى في الثامنة عشر من عمرها فما فوق 93.1 ذكر.
بلغ متوسط دخل الأسرة في المنطقة السكنية 24,107 دولارًا، أما متوسط دخل العائلة فبلغ 22,292 دولارًا. وكان متوسط دخل الذكور 23,393 دولارًا مقابل 20,375 دولارًا للإناث. وسجل دخل الفرد الخاص بالمنطقة السكنية 11,827 دولارًا. وكانت نسبة 17.9% من العائلات ونسبة 21.7% من السكان تحت خط الفقر، وكان من هؤلاء نسبة 36.9% تحت سن الثامنة عشر ونسبة 26.3% في الخامسة والستين من العمر وما فوق.

### تعداد عام 2010
بلغ عدد سكان ريو لوسيو 389 نسمة بحسب تعداد عام 2010، وبلغ عدد الأسر 158 أسرة وعدد العائلات 113 عائلة مقيمة في المنطقة السكنية. في حين سجلت الكثافة السكانية 138.9 نسمة لكل كيلومتر مربع (359.7/ميل2). وبلغ عدد الوحدات السكنية 192 وحدة بمتوسط كثافة قدره 68.6 لكل كيلومتر مربع (177.7/ميل2).
وتوزع التركيب العرقي للمنطقة السكنية بنسبة 65.81% من البيض و1.29% من الأمريكيين الأصليين و0.26% من سكان جزر المحيط الهادئ و25.96% من الأعراق الأخرى و6.68% من عرقين مختلطين أو أكثر و94.60% من الهسبانيون أو اللاتينيون من أي عرق.
بلغ عدد الأسر 158 أسرة كانت نسبة 32.9% منها لديها أطفال تحت سن الثامنة عشر تعيش معهم، وبلغت نسبة الأزواج القاطنين مع بعضهم البعض 48.7% من أصل المجموع الكلي للأسر، ونسبة 19.6% من الأسر كان لديها معيلات من الإناث دون وجود شريك،  بينما كانت نسبة 3.2% من الأسر لديها معيلون من الذكور دون وجود شريكة وكانت نسبة 28.5% من غير العائلات. تألفت نسبة 27.2% من أصل جميع الأسر من عدة أفراد يعيشون في نفس المنزل ونسبة 13.3% كانت تتألف من شخص يعيش بمفرده يبلغ من العمر 65 عاماً أو أكثر. وبلغ متوسط حجم الأسرة المعيشية 2.46، أما متوسط حجم العائلات فبلغ 2.96.
بلغ العمر الوسطي للسكان 44.3 عاماً. وكانت نسبة 22.4% من القاطنين تحت سن الثامنة عشر، وكانت نسبة 6.4% بين الثامنة عشر والرابعة والعشرين عاماً، ونسبة 22.6% كانت واقعةً في الفئة العمرية ما بين الخامسة والعشرين والرابعة والأربعين عاماً، ونسبة 27.2% كانت ما بين الخامسة والأربعين والرابعة والستين، ونسبة 21.3% كانت ضمن فئة الخامسة والستين عاماً فما فوق. وتوزع التركيب الجنسي للسكان بنسبة 48.1% ذكور و51.9% إناث.